# دردار إسماعيلي
دردار إسماعيلي (الاسم العلمي: Ulmus ismaelis) هو نوع من النباتات يتبع جنس الدردار من الفصيلة الدردارية. سمي نسبة إلى واصفه خوان إسماعيل كالزادا.

## الموئل والانتشار
موطنه وادي نهر ميختيكو في المكسيك.